# مينوري (إيطاليا)
مينوري؛ (بالإيطالية: Minori)‏ هي إحدى البلديات في مقاطعة ساليرينو في إيطاليا. وتشكل جزءا من منطقة كامبانيا في جنوب غرب ساحل أمالفي، تم اعلانها كموقع للتراث العالمي لليونسكو في عام 1997.

## الحكومة
رئيس البلدية: اندريا ريالي

## السكان
منتجع قديم على شاطئ البحر من المجتمع الروماني الراقي، كما يتضح من اكتشاف فيلا ارستقراطيه يعود تاريخها إلى القرن الأول، تطورت اليوم لتصبح وجهه سياحيه شهيرة لمناظرها الطبيعية وتقاليدها في الطهي. للسبب الأخير اطلق عليها أيضا اسم " مدينة الذوق ".

## سبب التسمية
اصل الاسم مينوري ( بمعنى صغير )، يأتي من ارتباطه بالنهر الذي يتدفق عبره، وبالتحديد نهر لا ريجينا . كان الاسم اللاتيني القديم للمدينه هو ريجينا مينور، وكانت بلدة مايوري المجاوره - التي تعني " كبيره " - تعرف سابقا بأسم ريجينا مايور بسبب نفس الارتباط في النهايه، تم اختصار اسماء كلتا المدينتين، وتحولت ريجينا مينور الى مينوري.

## التاريخ
كما يتضح من البحث الاثري ، كان مينوري اقدم موقع مأهول على ساحل امالفي. يوجد اسفل المساحه المسطحه للمركز الحضري الحالي فيلا رومانيه بحريه من طابقين ( تم الحفاظ على الجزء السفلي منها فقط ) ، يعود تاريخها الى القرن الأول الميلادي، ومزينه بلوحات جداريه وفيسفساء . كانت الفيلا ، التي من المحتمل ان تنتمي الى احد دعاة مجلس الشيوخ او الفروسيه ، نشطه طوال عصر جوليو - كلوديان حتى القرن الرابع الميلادي . وتم التخلي عنها في وقت لاحق .

## المعالم الرئيسية
- كنيسة سانتا تروفيمينا:
تبجل الكنيسه الرومانيه الكاثوليكيه القديس تروفيمينا باعتباره شهيدا شابا من صقلية . وهي معروفة بعدة اسماء ، وربما تكون مرتبطه باسطوره حول صفارات الانذار بارثينوب . وفقا لاسطورة شعبيه ، قتلت في سن مبكره على يد والدها لرفضها الزواج من وثني ، وتم حشرها في جره ، ألقيت في البحر.
- الفيلا الرومانيه البحريه الاثريه:
على الارجح بنيت في القرن الاول قبل الميلاد على مستوى سطح البحر . من افضل العناصر المحفوظه في الفيلا ، قاعتها الكبيره ذات الاقبيه النفقيه والجص وبقايا اللوحات الجداريه.
- دير القديس نيكولا:
يقع دير القديس نيكولا في منتصف الطريق بين مينوري ومايوري ، وقد يعود تاريخ هذا الموقع الديني الى نهاية القرن الحادي عشر او بداية القرن الثاني عشر.

## المطار
اقرب مطار هو ساليرنو - بونتيكاغنانو على الرغم من ان الغالبيه العظمى من الزوار يهبطون و( يغادرون ) في مطار نابولي الدولي .